# Сеизмичка зона сенке
Сеизмичка зона сенке је подручје Земљине површине, где не може да се открије сеизмограф земљотреса након што његови сеизмички таласи прођу кроз Земљу. Када се земљотрес догоди, сеизмички таласи крећу сферно из хипоцентра земљотреса. Примарни сеизмички таласи крећу од течног спољашњег језгра и не могу бити откривени између 104° и 140° (отприлике између 11570 km и 15570 km или 7190 km и 9670 km) од епицентра. Секундарни сеизмички таласи не могу да прођу кроз течност спољашњег језгра, а не могу бити откривени пре 104° (око 11570 km и 7190 km) од епицентра.
Разлог за ово је да брзина П-таласа и С-таласа регулисањем оба различита својства у материјалу којем путују и кроз различите математичке односе који се деле у сваком случају. Три особине су : некомпресивност ({\displaystyle k}), густина ({\displaystyle p})] и крутост ({\displaystyle u}). Брзина П-таласа је једнака {\displaystyle {\sqrt {(k+{\tfrac {4}{3}}u)/p}}}, при чему је брзина С-таласа једнака {\displaystyle {\sqrt {(u/p)}}}, и стога је брзина С-таласа потпуно зависна од крутости материјала кроз који оно путује. Течност, међутим има нулту крутост, па се стално стварају S-брзине таласа и као такви С-таласи изгубе сву брзину када путују кроз течност.  P-таласи међутим само делимично зависе од крутости и као такви одржавају неку брзину (у јако малој мери им се смањује брзина) када путују кроз течност. Анализе за сеизмологију разних забележених земљотреса и њихову зону сенке, до тог закључка дошао је Геолог Ричард Олдхам 1906. год. да течност припада спољашњем језгру земље.